# Tałas (miasto)
Tałas (kirg. Талас) – miasto w zachodnim Kirgistanie, położone w dolinie rzeki Tałas na wysokości 1280 m n.p.m. Ludność: 32,5 tys. (1999). Ośrodek administracyjny obwodu tałaskiego.
Tałas otrzymało prawa miejskie w 1944. Miasto było silne związane gospodarczo z pobliskim kazachskim miastem Taraz. Po upadku Związku Radzieckiego i odzyskaniu niepodległości przez Kirgistan granica państwowa  stanowi istotną barierę w wymianie gospodarczej między oboma miastami. Za to powiązania z resztą kraju i stolicą Biszkekiem są dość utrudnione w tym górzystym kraju. W mieście rozwinął się przemysł spożywczy, odzieżowy, obuwniczy i materiałów budowlanych.
W pobliżu dzisiejszego Tałas miał urodzić się legendarny kirgiski bohater narodowy Manas. Natomiast w 751 doszło niedaleko do bitwy nad rzeką Tałas, w której starli się Chińczycy i Arabowie.